# فرودگاه تکبانده پونتا آبرئویوس
 فرودگاه تکبانده پونتا آبرئویوس (به انگلیسی: Punta Abreojos Airstrip) یک فرودگاه همگانی با کد یاتا AJS است که یک باند فرود خاک دارد و طول باند آن ۱۲۴۶ متر است. این فرودگاه در کشور مکزیک قرار دارد و در ارتفاع ۸ متری از سطح دریا واقع شده است.